# František Josef Studnička
František Josef Studnička (Soběslav, 27 de junho de 1836 — Praga, 21 de fevereiro de 1903) foi um matemático e astrônomo tcheco.
Foi professor na Universidade Carolina, em Praga. É autor de diversos livros texto.